# Runar Martholm
Karl Runar Börje Martholm, född 20 augusti 1937 i Södertälje, död 16 maj 2019, var en svensk skådespelare.

## Biografi
Runar Martholm påbörjade sin teaterutbildning vid Calle Flygares teaterskola 1957–1958 och fortsatte därefter vid Åbo svenska teater 1959–1960. Han var elev vid Dramatens elevskola 1961–1964. Efter studierna anställdes han vid Norrköping-Linköpings stadsteater där han var verksam 1965–1969. Därefter var han engagerad vid Helsingborgs stadsteater från 1969 till 1989. Parallellt med sin skådespelarkarriär medverkade han i olika film- och teaterproduktioner mellan 1965 och 1986.
Martholm avslutade sin yrkesbana som teaterlärare vid Olympiaskolans teaterlinje, där han undervisade från 1989 till 2005.
År 1963 gifte han sig med Lena Dahlberg (född 1942), med vilken han har fyra barn.”Familj och data”. Dagens Nyheter:  s. 32. 25 augusti 1963. https://arkivet.dn.se/tidning/1963-08-25/230/32. Läst 14 juni 2018.

## Filmografi
- 1965 - Flygplan saknas

## Teater

### Roller (ej komplett)
| År   | Roll                 | Produktion | Regi                                 | Teater                           |
| ---- | -------------------- | --- | ------------------------------------ | -------------------------------- |
| 1965 |                      | Soldaten Svejk (Osudy dobrého vojáka Švejka za světové války) Jaroslav Hašek                                                                      | Lars Gerhard Norberg                 | Norrköping-Linköping stadsteater |
| 1965 |                      | Kejsarens nya kläder Per Edström och Carl-Axel Dominique                                                                                          | Ernst Günther                        | Norrköping-Linköping stadsteater |
| 1965 | C. A. Rolander       | Fallet Oppenheimer (In der Sache J. Robert Oppenheimer) Heinar Kipphardt                                                                          | John Zacharias                       | Norrköping-Linköping stadsteater |
| 1965 |                      | Herr Fancy Arthur Johansson | John Zacharias                       | Norrköping-Linköping stadsteater |
| 1965 | Regissören           | Huset Werner Aspenström | Sture Ericson                        | Norrköping-Linköping stadsteater |
| 1966 | En soldat            | Muren (Große Schmährede an der Stadtmauer) Tankred Dorst                                                                                          | Sture Ericson                        | Norrköping-Linköping stadsteater |
| 1966 |                      | Erasmus Montanus Ludvig Holberg | Torsten Sjöholm                      | Norrköping-Linköping stadsteater |
| 1966 | Erland Jansson       | Gertrud Hjalmar Söderberg | John Zacharias                       | Norrköping-Linköping stadsteater |
| 1967 | Hönsöga              | O du milda vilda väst eller Det blåser i sassafrasträden (Du vent dans les branches de sassafras) René de Obaldia                                 | Sture Ericson                        | Norrköping-Linköping stadsteater |
| 1967 | Walter               | Den sönderslagna krukan (Der zerbrochene Krug) Heinrich von Kleist                                                                                | Sture Ericson                        | Norrköping-Linköping stadsteater |
| 1967 |                      | Människan och hans hustru Inga Lindsjö | Torsten Sjöholm                      | Norrköping-Linköping stadsteater |
| 1967 | Pastor Evans         | Muntra fruarna i Windsor (The Merry Wives of Windsor) William Shakespeare                                                                         | Lars Gerhard Norberg                 | Norrköping-Linköping stadsteater |
| 1968 | Marat                | Löftet (Мой бедный Марат, Moj bebnaja Marat) Aleksej Arbuzov                                                                                      | Sture Ericson                        | Norrköping-Linköping stadsteater |
| 1968 | Marius               | Fanny Marcel Pagnol | Bertil Norström Lars Gerhard Norberg | Norrköping-Linköping stadsteater |
| 1968 | Nils Olsson          | Hemmet Kent Andersson och Bengt Bratt | Lars Gerhard Norberg                 | Norrköping-Linköping stadsteater |
| 1968 |                      | Blått och skärt Ingrid Sjöstrand ocih Siv Widerberg                                                                                               | Riber Björkman                       | Norrköping-Linköping stadsteater |
| 1969 | Malcolm              | Lille Malcolm och hans kamp mot eunuckerna (Little Malcolm and His Struggle Against the Eunuchs) David Halliwell                                  | Lars Gerhard Norberg                 | Norrköping-Linköping stadsteater |
| 1969 | Jacob                | Hans nåds testamente Hjalmar Bergman | Runar Schauman Kaj Ahnhem            | Helsingborgs stadsteater         |
| 1970 | Maurice              | Skärpt bevakning (Haute surveillance) Jean Genet                                                                                                  | Kaj Ahnhem                           | Helsingborgs stadsteater         |
| 1970 | Nils Olsson          | Hemmet Kent Andersson och Bengt Bratt | Kaj Ahnhem                           | Helsingborgs stadsteater         |
| 1970 |                      | Arsenik och gamla spetsar (Arsenic and Old Lace) Joseph Kesselring                                                                                | Martin Söderhjelm                    | Helsingborgs stadsteater         |
| 1970 | Ben                  | Mathissen (The dumb waiter) Harold Pinter | Kaj Ahnhem                           | Helsingborgs stadsteater         |
| 1971 | Len                  | Räddad (Saved) Edward Bond | Kaj Ahnhem                           | Helsingborgs stadsteater         |
| 1971 | Göte                 | Tillståndet Kent Andersson och Bengt Bratt | Stellan Olsson                       | Helsingborgs stadsteater         |
| 1971 | Pojken               | Vid läglig lägenhet (Vacant Possession) Maisie Mosco                                                                                              | Martin Söderhjelm                    | Helsingborgs stadsteater         |
| 1972 |                      | Vildanden Henrik Ibsen | Lars-Levi Læstadius                  | Helsingborgs stadsteater         |
| 1972 | Lysmasken            | Skymningsbaren (Twilight Bar) Arthur Koestler | Stellan Olsson                       | Helsingborgs stadsteater         |
| 1972 | Hotellvärden         | Fruar på vift (Le dindon) Georges Feydeau | Lars-Levi Læstadius                  | Helsingborgs stadsteater         |
| 1972 | Stanley              | Födelsedagskalaset (The birthday party) Harold Pinter                                                                                             | Stellan Olsson                       | Helsingborgs stadsteater         |
| 1973 | Crooks               | Möss och människor (Of Mice and Men) John Steinbeck                                                                                               | Stellan Olsson                       | Helsingborgs stadsteater         |
| 1973 | Ambassadör Vanhattan | Karusellen (The Apple Cart) George Bernard Shaw                                                                                                   | Claes Sylwander                      | Helsingborgs stadsteater         |
| 1973 | Heinrich Faust       | Faust Johann Wolfgang von Goethe | HansKarl Zeiser                      | Helsingborgs stadsteater         |
| 1973 | Ola i Gyllby         | Värmlänningarna Fredrik August Dahlgren och Andreas Randel                                                                                        | Claes Sylwander                      | Helsingborgs stadsteater         |
| 1974 | Limegrave            | Arvet från Ballygombeen (The Ballygombeen bequest) John Arden och Margaretta D'Arcy                                                               | Claes Thelander                      | Helsingborgs stadsteater         |
| 1974 | Lyckholm             | Pampen Lars Björkman | Claes Sylwander                      | Helsingborgs stadsteater         |
| 1974 | Anatol               | Anatol Arthur Schnitzler | Mimi Pollak                          | Helsingborgs stadsteater         |
| 1974 | Tartuffe             | Tartuffe (Tartuffe, ou l'Imposteur) Molière | HansKarl Zeiser                      | Helsingborgs stadsteater         |
| 1975 | Kandidat Lindgren    | Sjung vackert om kärlek Gottfried Grafström | Claes Thelander                      | Helsingborgs stadsteater         |
| 1975 | Rocky                | Föräldrarna Lilla Klara-gruppen | Lars Svenson                         | Helsingborgs stadsteater         |
| 1975 | Bananas              | Turarna, en färjepjäs Stellan Olsson och Jan Olsheden                                                                                             | Stellan Olsson                       | Helsingborgs stadsteater         |
| 1975 |                      | Beteendelek Jan Bergquist | Claes Thelander                      | Helsingborgs stadsteater         |
| 1975 | Barmästaren          | Åh, ljuva ungdomstid (Ah, Wilderness) Eugene O'Neill                                                                                              | Olle Johansson                       | Helsingborgs stadsteater         |
| 1976 | Kurt                 | Dödsdansen August Strindberg | Hans Polster                         | Helsingborgs stadsteater         |
| 1977 | Acke                 | I väntan på Bardot Lars Björkman och Sigvard Olsson                                                                                               | Claes Sylwander                      | Helsingborgs stadsteater         |
| 1977 | Lars Petri Tysken    | Mäster Olof August Strindberg | Lars Svenson                         | Helsingborgs stadsteater         |
| 1977 | Tom                  | Lejonet och jungfrun (Tyren og jomfruen) Knut Faldbakken                                                                                          | Lars Svenson                         | Helsingborgs stadsteater         |
| 1978 | Benkas pappa         | Mio, min Mio Astrid Lindgren | Karin Ekström Göran Omnéus           | Helsingborgs stadsteater         |
| 1978 | Versjinin            | Tre systrar (Три сeстры, Tri sestry) Anton Tjechov                                                                                                | Hans Polster                         | Helsingborgs stadsteater         |
| 1978 |                      | Åh, vilket härligt krig! (Oh, What a Lovely War!) Charles Chiltom och Joan Littlewood                                                             | Jan Lewin                            | Helsingborgs stadsteater         |
| 1978 | Victor Biledew       | Vargen - en upptäcktsresa (Claw) Howard Barker | Lars Svenson                         | Helsingborgs stadsteater         |
| 1979 |                      | Vi betalar inte, vi betalar inte (Non si paga! non si paga!) Dario Fo                                                                             | Hans Polster                         | Helsingborgs stadsteater         |
| 1980 | Simon Able           | Rävspel (Sly Fox) Larry Gelbart | Per Möller-Nielsen                   | Helsingborgs stadsteater         |
| 1981 | Grant                | 0700 – Enligt order (Flashpoint) Tom Kempinski | Tom Deutgen                          | Helsingborgs stadsteater         |
| 1981 | Etienne              | Leva loppan (La puce à l'oreille) Georges Feydeau                                                                                                 | Henning Moritzen                     | Helsingborgs stadsteater         |
| 1981 | Antonio              | Inget går upp mot mammas gräs (La marijuana della mamma è la più bella) Dario Fo                                                                  | Hans Polster                         | Helsingborgs stadsteater         |
| 1981 | Burleigh             | Maria Stuart Friedrich Schiller | Lars Svenson                         | Helsingborgs stadsteater         |
| 1982 | Himmler              | Svejk i Andra världskriget (Schweyk im zweiten Weltkrieg) Bertolt Brecht                                                                          | Hans Polster                         | Helsingborgs stadsteater         |
| 1982 | Hermann              | Varken fågel eller fisk (Nicht Fisch nicht Fleisch) Franz Xaver Kroetz                                                                            | Hans Polster                         | Helsingborgs stadsteater         |
| 1982 | Paul Riemenschild    | Läkare (Ärztinnen) Rolf Hochhuth | Lars Svenson                         | Helsingborgs stadsteater         |
| 1983 | Valère               | Den girige (L'Avare) Molière | Hans Polster                         | Helsingborgs stadsteater         |
| 1983 | Filippo              | Med slöja och svärd Birgit Hageby | Karin Parrot                         | Helsingborgs stadsteater         |
| 1984 | Schwarz              | Lulu Frank Wedekind | Hans Polster                         | Helsingborgs stadsteater         |
| 1984 | Garry Lejeune        | Kaos på teatern (Noises Off) Michael Frayn | Palle Granditsky                     | Helsingborgs stadsteater         |
| 1984 | Paul Gauguin         | Brevbäraren från Arles (Postbudet fra Arles) Ernst Bruun Olsen                                                                                    | Lars Svenson                         | Helsingborgs stadsteater         |
| 1985 | Lundgren             | Panik i Rölleby Anna Bondestam | Bengt Ahlfors                        | Helsingborgs stadsteater         |
| 1985 | Don Guzman           | Figaros bröllop (La Folle Journée, ou Le Mariage de Figaro) Pierre de Beaumarchais                                                                | Hans Polster                         | Helsingborgs stadsteater         |
| 1985 | En grå               | Momo eller kampen om tiden (Momo) Michael Ende | Bent Hesselman                       | Helsingborgs stadsteater         |
| 1986 | Peter                | Ett nät av lögner (Pack of Lies) Hugh Whitemore                                                                                                   | Hans Polster                         | Helsingborgs stadsteater         |
| 1986 | Ferdinand            | Samlaren (The Collector) John Fowles | Runar Martholm                       | Helsingborgs stadsteater         |
| 1986 | Geyer                | De båda sömngångarna eller Det nödvändiga och det överflödiga (Die beiden Nachtwandlern, oder das Notwendige und das Überflüssige) Johann Nestroy | Hans Polster                         | Helsingborgs stadsteater         |
| 1987 | Benesh               | Tystnad Tagning! (הפלשתינאית, Ha-Palestinait) Joshua Sobol                                                                                        | Gunilla Berg                         | Helsingborgs stadsteater         |
| 1987 | Charles              | En triangel (The Trigon) James Broom-Lynne | Anita Blom                           | Helsingborgs stadsteater         |
| 1987 | Aigisthos            | Flugorna (Les Mouches) Jean-Paul Sartre | Anita Blom                           | Helsingborgs stadsteater         |
| 1987 | Born                 | Den politiske kocken August Blanche | Palle Granditsky                     | Helsingborgs stadsteater         |
| 1987 | Bällin               | Hittebarnet August Blanche | Palle Granditsky                     | Helsingborgs stadsteater         |
| 1988 | Fadern               | Din stund på jorden Vilhelm Moberg | Anita Blom                           | Helsingborgs stadsteater         |
| 1988 | David                | Panget (The Foreigner) Larry Shue | Lars Svenson                         | Helsingborgs stadsteater         |
| 1988 | Albany               | Kung Lear (King Lear) William Shakespeare | Anita Blom                           | Helsingborgs stadsteater         |
| 1989 | Desmond Ayres        | En familjeaffär (A Small Family Business) Alan Ayckbourn                                                                                          | Herman Ahlsell                       | Helsingborgs stadsteater         |
| 1989 | Astrov läkare        | Onkel Vanja (Дядя Ваня, Djadja Vanja) Anton Tjechov                                                                                               | Palle Granditsky                     | Helsingborgs stadsteater         |
| 1989 | Pappa                | Melodien som kom bort (Melodien, der blev væk) Kjeld Abell, Sven Mölle Kristensen, Bernhard Christensen och Herman Koppel                         | Karin Parrot-Jonzon                  | Helsingborgs stadsteater         |

### Regi
| År   | Produktion             | Upphovsmän                                                          | Teater                   |
| ---- | ---------------------- | ------------------------------------------------------------------- | ------------------------ |
| 1986 | Samlaren The Collector | John Fowles Dramatisering David Parker, Översättning Runar Martholm | Helsingborgs stadsteater |